# اروارد پرادس
اروارد پرادس (اسپانیایی: Eduard Prades‎؛ زادهٔ ۹ اوت ۱۹۸۷) دوچرخه‌سوار اهل اسپانیا است.
از باشگاه‌هایی که در آن رکاب زده‌است می‌توان به کاخا رورال-سگوروس رخا اشاره کرد.